# 타짜 전설의 땁
타짜 전설의 땁은 한국에서 제작된 이승진 감독의 2022년 범죄, 액션 영화이다. 오지호 등이 주연으로 출연하였다.

## 출연

### 주연
- 오지호
- 오초희
- 정예훈
- 이재용
- 이용녀
- 김민상
- 김종구